# Episodi di Gloria
La serie televisiva Gloria è stata trasmessa su Rai 1 in tre prime serate da due episodi ciascuno il 19, 26 e 27 febbraio 2024. Il primo episodio è stato pubblicato in anteprima sulla piattaforma streaming RaiPlay il 17 febbraio 2024.
| nº | Titolo                 | Pubblicazione    | Prima TV         |
| -- | ---------------------- | ---------------- | ---------------- |
| 1  | Momenti di Gloria      | 17 febbraio 2024 | 19 febbraio 2024 |
| 2  | Il piano               | 19 febbraio 2024 | 19 febbraio 2024 |
| 3  | Segreti e bugie        | 26 febbraio 2024 | 26 febbraio 2024 |
| 4  | Rivelazioni            | 26 febbraio 2024 | 26 febbraio 2024 |
| 5  | Promesse non mantenute | 27 febbraio 2024 | 27 febbraio 2024 |
| 6  | Addio miei cari        | 27 febbraio 2024 | 27 febbraio 2024 |

## Momenti di Gloria
Gloria Grandi è una delle dive indimenticate del cinema italiano e vuole tornare a fare il cinema di qualità perché è convinta di essere sprecata per le serie televisive, anche perché la gente per strada la ferma solo per il personaggio che interpreta nella fiction di cui è protagonista da quattro stagioni.
Cinque anni dopo. Gloria è delusa perché recita solo in spot pubblicitari e non si capacita del fatto di essere stata dimenticata. Chiede al suo storico manager Manlio De Vitis di ritornare a fare cinema e lui riesce a strappare un provino con Sergio Rubini. Gloria dovrebbe recitare nei panni di una chef milanese ma il suo provino va male e al suo posto viene scelta Monica Bellucci. Per questo motivo volano parole grosse tra Gloria e Manlio perché il manager le ha fatto capire di averle procurato il provino per pena. Subito dopo Gloria litiga anche con un tassista che la importuna chiedendole consigli medici, dato che l’ha riconosciuta per il ruolo della dottoressa Palazzo che lei interpretava nella fiction di successo terminata però cinque anni prima. L’attrice esce dal taxi e ha un collasso. In ospedale il dottor Fossati le fa capire che potrebbe avere un tumore benigno per cui dovrebbe fare altre analisi. Poco dopo Gloria scopre di avere ancora solo sei mesi di vita e sprofonda nello sconforto. A cena con Manlio e Iole, la sua fidata assistente, Gloria dopo un pianto finto si mette a ridere dicendo che dovrà fare solo un piccolo intervento. Il suo manager le fa capire che questa per lei è una grande opportunità.
- Guest: Paolo Conticini, Sergio Rubini (nel ruolo di se stessi).
- Altri interpreti: Settimo Palazzo (agente Lo Cascio), Fabrizio Nardi (tassista), Sergio D'Eramo (aiuto regia Rubini), Camilla Ambrogetti (assistente regia Rubini).
- Ascolti: telespettatori 4 510 000 – share 22,50%[1].

## Il piano
Dopo che la notizia della malattia di Gloria è diventata virale, Manlio le chiede di sfruttare questa cosa anche solo per un mese per tornare alla ribalta e l’attrice decide di accettare anche perché ha molti debiti; Iole però non è per niente d’accordo. Manlio costringe il dottor Fossati, il primario di oncologia attratto da Gloria, ad essere loro complice. Gloria è quindi costretta a raccontare questa bugia ai famigliari e si fa ricoverare per rimuovere quella che in realtà è una piccola ciste. Grazie a questa farsa Gloria riesce pure a riallacciare i rapporti con la figlia Emma e con il suo ex marito Alex. Nonostante il clamore mediatico, Gloria non riceve ancora offerte e rimprovera Manlio. I famigliari sono molto preoccupati e Gloria, sentendosi in colpa, non sa se continuare con la sceneggiata e si confida con Iole.
- Guest: Manuela Moreno, Carlo Conti, Paolo Conticini (nel ruolo di se stessi).
- Altri interpreti: Federica Cifola (infermiera).
- Ascolti: telespettatori 3 507 000 – share 22,9%.[1]

## Segreti e bugie
Gloria e Alex hanno passato la notte insieme e con l'aiuto di Iole riescono a tenere nascosta la cosa alla figlia. Gloria viene premiata da Carlo Conti con il David di Donatello alla carriera ma continua a sentirsi in colpa per la sceneggiata che sta portando avanti. Manlio riesce a convincere il dottor Fossati a reggere il gioco ancora per qualche settimana, giusto il tempo di fare rientrare Gloria nel giro. Il dottore però fa un passo falso davanti alle domande insistenti di Sergio, che si insospettisce e si fa dire la verità dalla sorella: l'uomo, nonostante la delusione, decide però di non parlarne con nessuno e chiede a Gloria di celebrare la sua unione civile con Filippo. Nel frattempo l'attrice viene aiutata da un social media manager, Gabriele De Marchi, a rifarsi l'immagine. Alla festa di fidanzamento di Sergio e Filippo, Emma sorprende i genitori mentre si baciano in una stanza della villa.
- Guest: Carlo Conti (nel ruolo di se stesso).
- Altri interpreti: Federica Cifola (infermiera).
- Ascolti: telespettatori 3 493 000 – share 17,40%[2].

## Rivelazioni
Gloria e Alex minimizzano l'accaduto davanti alla figlia. La vita da social non sembra piacere granché a Gloria, che pressa Manlio per riottenere un ruolo di primo piano nel cinema. Di tutta la vicenda le uniche cose positive sono il nuovo rapporto instaurato con la figlia e il fatto che molti malati di tumore della clinica di Fossati hanno reagito con forza seguendo il suo esempio. Filippo sospetta che Gloria stia facendo finta di essere malata ma Sergio non se la sente di dirgli la verità. I “momenti di tenerezza” tra Gloria e Alex continuano e la figlia dice loro che è contenta. Lucilla, la giovane aspirante attrice che frequenta Manlio, è in combutta con Gabriele per smascherare Gloria. Al matrimonio del fratello Gloria, dapprima intenzionata a rivelare la verità, spiazza invece tutti annunciando che le cure alle quali si sta sottoponendo non stanno funzionando. Il giorno dopo però Manlio la chiama annunciandole che ha avuto una proposta per lei come protagonista di una serie con Vincent Cassel. L’attrice è felicissima ma il suo social media manager non può credere che riuscirà a sostenere mesi di riprese avendo pochi mesi di vita. Nel frattempo Alex dice a Gloria che la fidanzata ha scoperto il loro ritorno di fiamma e le dichiara il suo amore.
- Altri interpreti: Settimo Palazzo (agente Lo Cascio).
- Ascolti: telespettatori 2 707 000 – share 16,80%[2]

## Promesse non mantenute
Daniela lascia Alex dopo averne scoperto il tradimento e lui chiede ufficialmente a Gloria di tornare insieme risposandosi. Lucilla se la prende con Manlio per non aver fatto abbastanza per farle avere una parte da protagonista; la ragazza, infuriata, trama con Gabriele per smascherare Gloria. Alex fa capire a Gloria di aver sempre saputo che Emma non è sua figlia bensì di Manlio, nata da una liason tra i due. Lucilla ottiene il ruolo della figlia di Gloria nella serie con Cassel. Alex, per caso, scopre che Gloria non è veramente malata e non solo decide di non sposarla ma sul lago, poco prima che inizi la cerimonia, la spinge nell’acqua andandosene; a casa l’uomo racconta la verità alla figlia, sconvolgendola. Sui social spopola un video che riprende Gloria mentre cade in acqua e viene ipotizzato il suicidio, per cui l’attrice e Lucilla perdono il ruolo nella fiction. Gabriele e Lucilla ricattano Gloria e Manlio con una registrazione fatta di nascosto in casa, nella quale la donna dice di essere stufa di questa sceneggiata. Nel frattempo Gloria riceve la notizia della morte di Michele, un paziente veramente malato di cancro con cui aveva fatto amicizia in clinica.
- Altri interpreti: Anna Malvaso (figlia di Michele).
- Ascolti: telespettatori 3 357 000 – share 16,5%[3].

## Addio miei cari
Gloria noleggia un gommone e sparisce nel nulla. Iole inizia a dare l’allarme dopo che non riesce più a contattarla per diverso tempo ma nessuno sembra volerla ascoltare. Poco dopo il tenente Santoro della guardia costiera chiama il cognato di Gloria riportandogli il fatto che hanno ritrovato un gommone in mezzo al mare con una lettera d’addio scritta dall’attrice ma di lei non c’è traccia. Una sera si tiene una veglia in sua memoria durante la quale il collega Paolo Conticini tiene un discorso strappalacrime. Poco dopo la guardia costiera interrompe le ricerche. In realtà questa è un’altra sceneggiata orchestrata da Manlio per scampare al ricatto di Gabriele e Lucilla; Gloria è nascosta nella casa sul lago del cognato, all’oscuro di tutto, in attesa di tornare una volta che si calmeranno le acque. Iole rivela a Emma che è figlia di Manlio e non di Alex come la ragazza ha sempre pensato. Alex affronta Manlio facendogli capire di sapere la verità e che per quanto gli riguarda non cambierà nulla. Subito dopo Alex segue Manlio alla casa sul lago scovando Gloria, che cerca di spiegargli il suo piano. Anche Gabriele arriva sul posto grazie a un localizzatore messo da Lucilla nella borsa di Manlio e chiede ora un milione di euro; ne nasce una colluttazione con Alex che porta il ragazzo a sbattere la testa contro uno spigolo di un tavolino restando immobile a terra. In quel momento arrivano anche Sergio e Filippo e la situazione si fa ancora più dura, ma Gloria sembra avere un'idea...
- Guest: Paolo Conticini, Manuela Moreno (nel ruolo di se stessi).
- Altri interpreti: Mario Allegrini (Gino), Leonardo Ghini (tenente Santoro).
- Ascolti: telespettatori 3 045 000 – share 18,60%[3]